# Thaumasura solis
Thaumasura solis är en stekelart som beskrevs av Girault 1932. Thaumasura solis ingår i släktet Thaumasura och familjen puppglanssteklar. Inga underarter finns listade i Catalogue of Life.